# John Slidell
John Slidell, född 1793 i New York, död 9 juli 1871 på Isle of Wight, var en amerikansk diplomat och politiker (demokrat). Han representerade delstaten Louisiana i båda kamrarna av USA:s kongress, först i representanthuset 1843-1845 och sedan i senaten 1853-1861.
Slidell utexaminerades 1810 från Columbia College. Han studerade sedan juridik och inledde sin karriär som advokat i New York City. Han flyttade omkring 1829 till New Orleans. Han gifte sig 1835 med Mathilde Deslonde. Systern Jane Slidell var gift med Matthew C. Perry.
Slidell blev invald i representanthuset i kongressvalet 1842. Han omvaldes två år senare. Han avgick 1845 som kongressledamot på grund av ett diplomatiskt uppdrag i Mexiko. Han återvände följande år till USA, samma år mexikanska kriget bröt ut.
Slidell tillträdde 1853 som senator för Louisiana. Han förespråkade att USA skulle annektera Kuba. Han stödde John Cabell Breckinridge i presidentvalet i USA 1860. Han avgick i februari 1861 i samband med Louisianas utträde ur USA.
Amerikas konfedererade stater skickade Slidell till ett diplomatiskt uppdrag i England och Frankrike. Han var på väg från Havanna ombord ett brittiskt fartyg, RMS Trent då han blev tillfångatagen av USA:s flotta. Han tillbringade några månader i fångenskap i Boston innan han fick fortsätta sin resa till Europa.
Slidell bodde kvar i Paris efter amerikanska inbördeskriget. Han avled i England och hans grav finns på en familjekyrkogård i Île-de-France. Staden Slidell har fått sitt namn efter John Slidell.